# 立花あんな
立花 あんな (たちばな あんな、 1992年（平成4年）2月29日 - ）は、日本の元地下アイドル、元女優。仮面女子、アリス十番、チェリーブロッサムの元メンバー。担当カラーでもある「赤仮面」がトレードマーク。
東京都出身。

## 来歴
2010年、オーディションに合格し、アリスプロジェクトに所属。19歳の短大生の時に就活のことを考えていたが「やっぱり一度きりの人生、本当にやりたいことやろう」と思い、オーディション情報を探すうち、たまたま同学年でもある麻友美の存在を知って可愛くて惹かれ、アリスプロジェクトを受けたという。
2011年、チェリーブロッサム、アリス十番結成時メンバー。大つけ麺博のキャンペーンユニット、トッピング☆ガールズ2.0メンバー。
2012年、前年に引き続き大つけ麺博のキャンペーンユニット、トッピング☆ガールズGTメンバー。
2013年から、仮面女子・アリス十番のセンターポジションを務めた。楽曲「夏だね☆」で客席をゴムボートに乗って航海するパフォーマンスが注目を集めた。
2018年11月に仮面女子を卒業。2019年5月31日にアリスプロジェクトを退所して芸能界を引退した。
2021年3月にTwitterにて結婚・出産を報告し、Pocochaでのライブ配信の活動を始めることを発表した。
2022年9月17日、浅草公会堂で開催の「月村麗華⭐︎退社式」に出演。
2023年、仮面女子の新ユニット「メノニューイヤー」のプロデューサーを務める。

## 人物
特技はダンス、ヘドバン、ソフトクリーム巻き。好きな食べ物はマカロン、チュロス。
5学年上の姉がいる。

## ユニット
- 仮面女子
- チェリーブロッサム
- アリス十番
- ゲームガールズ
- Alice of Nightmare（アリス・オブ・ナイトメア）
- トッピング☆ガールズ2.0
- トッピング☆ガールズGT

## 出演
ソロでの出演のみ。グループとしての出演は「仮面女子」を参照。

### テレビドラマ
- 横浜見聞伝スター☆ジャン Episode：2（2016年4月 - 6月、tvk） - ロイヤル・ライトニング（雷來） 役[10]
- スター☆ジャン神（2019年1月 - 3月、tvk） - 霧塚雷　役

### ウェブテレビ
- VSしゃちほこボーイズ（2017年12月8日– 28日、360Channel）[11]（全8回）

### 広報
- 第11期シーサイドイメージガール
- 神奈川県警察・痴漢撲滅大使（2016年）[12]

### 映画
- リアル鬼ごっこ4
- 太陽からプランチャ（2014年） - 桜田琴美 役
- 鬼魔愚零アンダーグラウンド（2016年） - 主人公：鳳城ツバキ 役
- スカートギャング（2016年） - アサミ 役
- フラクタル、Blue（2016年） - 有島 心 役
- 桜散れども（2016年） - マヤ 役
- サマータイムエンジェル（2016年） - サマータイムガール 役
- 万葉の結び（2016年） - 女子大生 役
- キセキのバトン（2017年） - 雅 実夏 役
- いま、ダンスする（2017年） - 佐藤 あかり 役
- 劇場版 屍囚獄 起ノ篇（2017年6月3日、監督：城定秀夫）
- 劇場版 屍囚獄 結ノ篇（2017年6月10日、監督：城定秀夫）
- 水戸黄門Z（2017年6月18日） - 女中杏 役
- ホームレス～遥の憂鬱で華麗なる日々～（2018年） - 立花あんな 役
- the starjyan less than zero（2018年7月21日） - ロイヤル・ライトニング（雷來）役
- バイオレーター（2018年、第19回ハンブルク日本映画祭ワールドプレミア上映） - 貴島百合乃 役[13]
- 雨（2019年） - シオリ 役

### ゲーム
- ネットハイ（2015年） - アリス 役 [14]

### 仮面女子卒業後
- たちばなあんな (@kxQr5) - X（旧Twitter）